# 庫拉尼商業高等學校
庫拉尼商業高等學校（英語：Khulani Commercial High School）是南非東開普省姆丹察內（英語：Mdantsane）一所專門教授商業知識的公立高等學校，該學校總共有約50名全職教師和約900名學生，而其校長則是NH·恩卡圖（NH Nkatu）女士。